# زبان اشاره قطری
زبان اشاره قطری زبان اشاره‌ای است که توسط ناشنوایان و کم شنوایان در قطر استفاده می‌شود.